# St. Maximilian Kolbe (Köln)

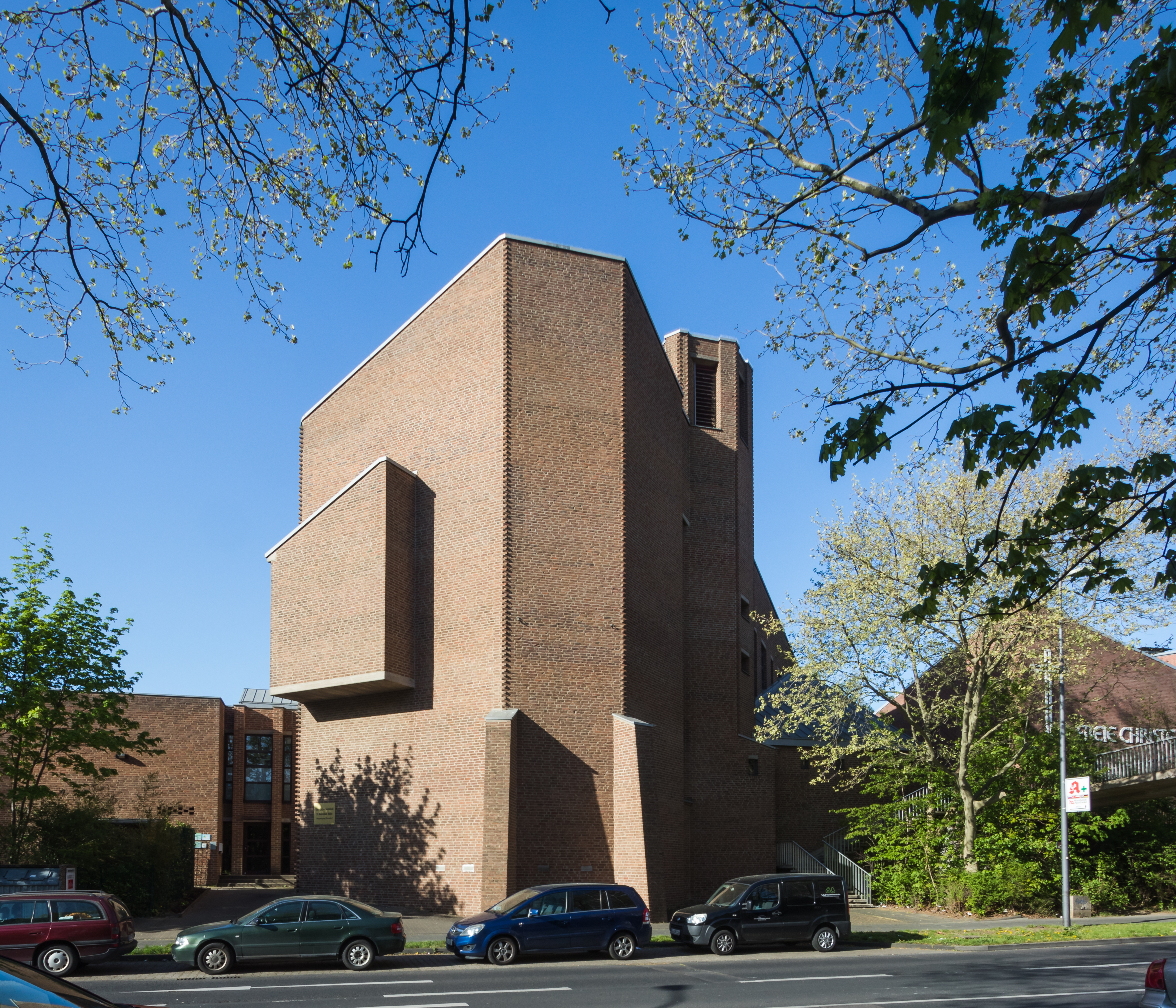
Chorseite von der Straße aus

St. Maximilian Kolbe ist eine katholische Filialkirche im Kölner Stadtteil Finkenberg, die 1977 nach Plänen des Architekten Hans Schilling erbaut und im September 1978 geweiht wurde. Die Kirche steht unter dem Patrozinium des als Märtyrer verehrten Maximilian Kolbe (1894–1941).

## Geschichte und Bau
Das Neubau-Siedlungsgebiet zwischen den Porzer Stadtteilen Eil und Gremberghoven, das erst 2007 zum neuen Stadtteil Finkenberg werden sollte, hatte seit 1971 ein katholisches (und evangelisches) Seelsorgeteam, das das Gemeindeleben mit Gottesdiensten in einem provisorischen, so genannten „Kirchenladen“ organisierte. Die Muttergemeinde St. Michael in Porz-Eil beauftragte 1974 die Architekten Hans Schilling, Heinz Schwarz und Edmund Fuchs mit der Planung eines Gemeindezentrums; die Baugenehmigung des Generalvikariats erfolgte 1976.

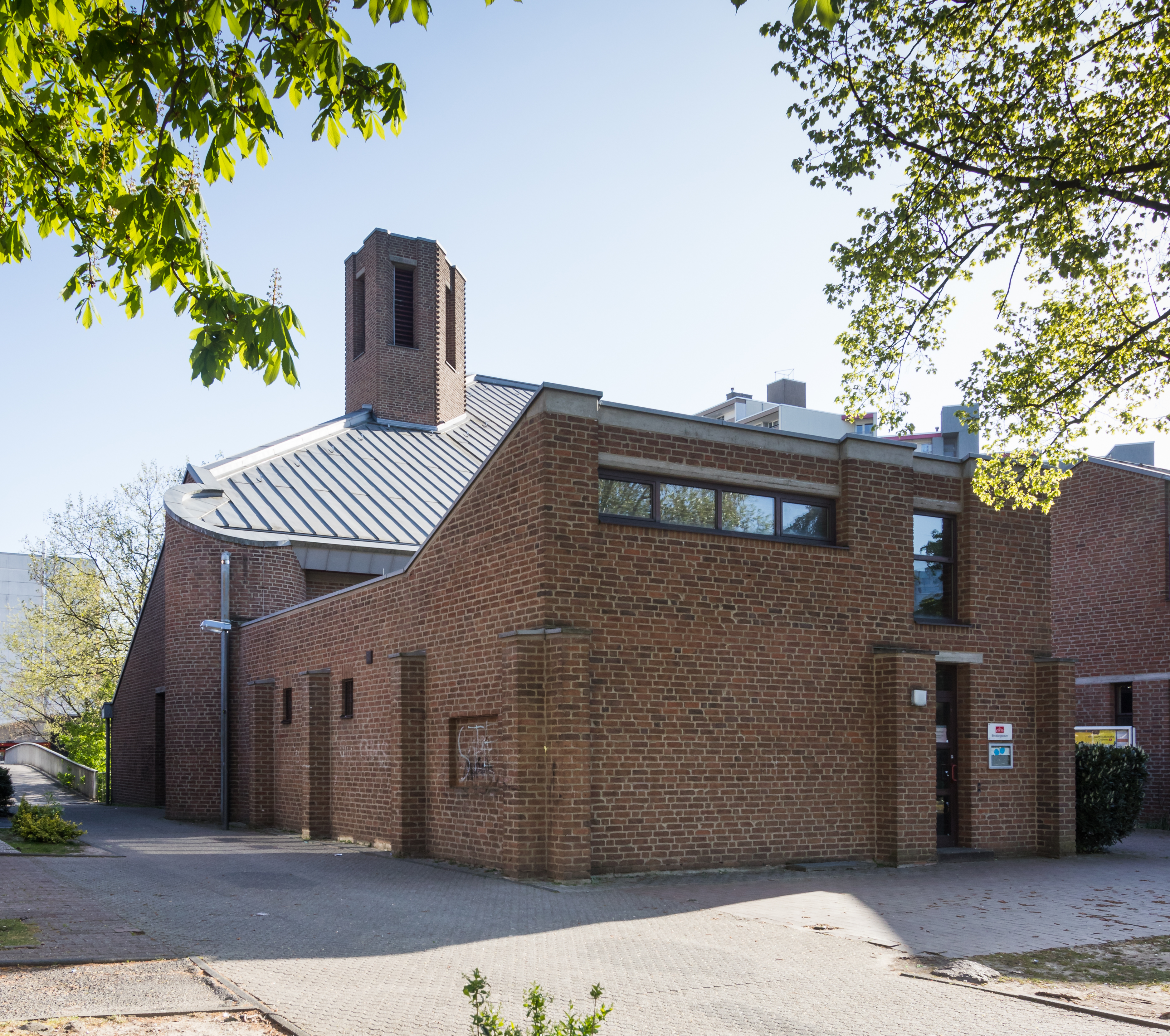
Seitlicher Blick vom „Kirchengügel“ am Turm vorbei zur Fußgängerbrücke

Als Grundstein, der am 8. Mai 1977 gelegt wurde, erhielt die Gemeinde von Dombaumeister Arnold Wolff ein Stück des Kölner Doms, und im Folgejahr, am 30. September 1978 wurde die neue Kirche durch Weihbischof Augustinus Frotz geweiht. Die Unabhängigkeit von der Muttergemeinde erlangte St. Maximilian Kolbe im Februar 1978, es gab jedoch seitens des Erzbistums bereits ab 1991 die ersten Bestrebungen, aufgrund des Priestermangels vier Porzer Pfarreien zusammenzuführen. 2001 wurde die Reorganisation der Gemeinden durchgeführt und St. Maximilian Kolbe zur Filialkirche der gleichnamigen Gesamtpfarrei.

## Baubeschreibung

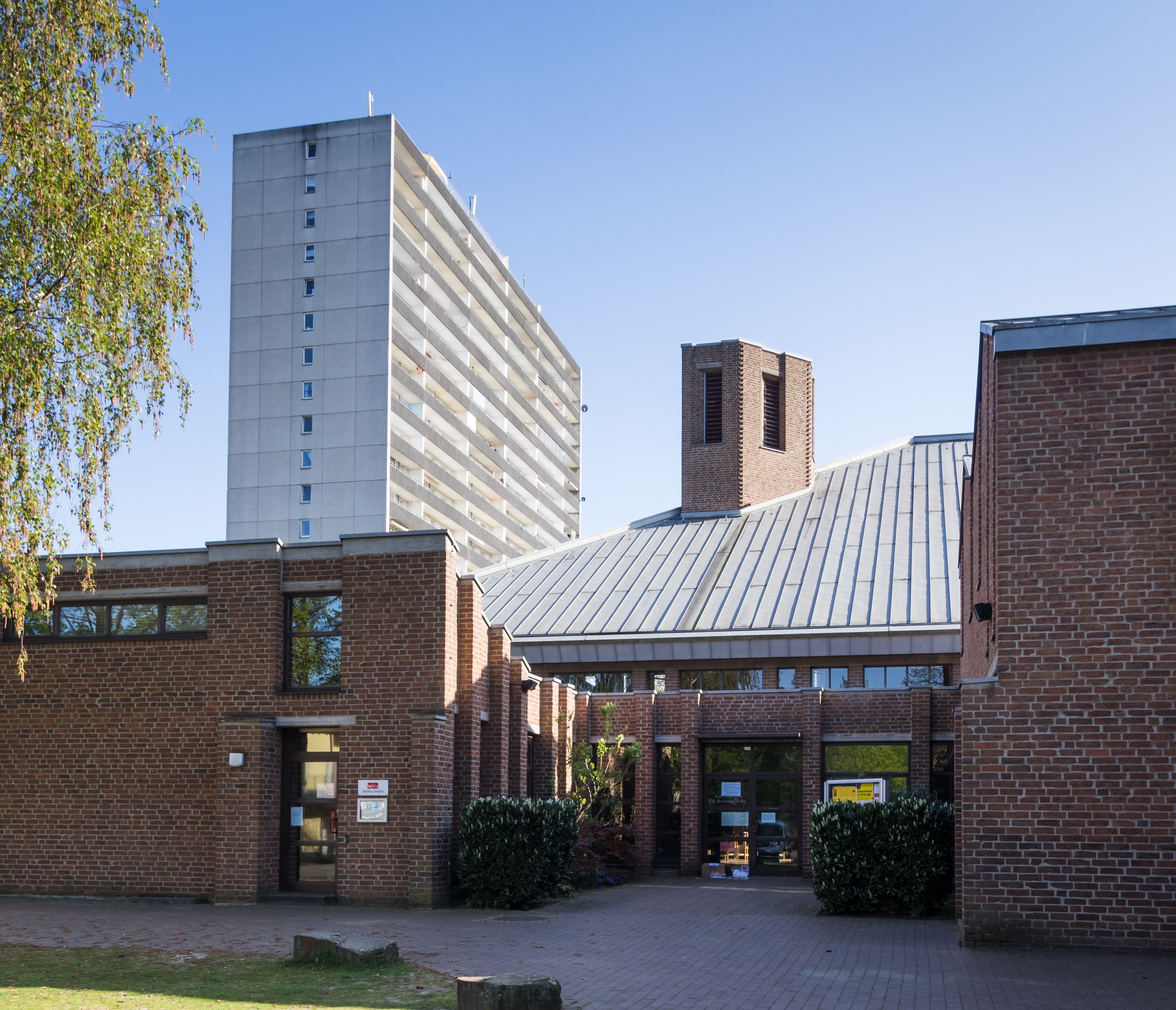
Eingangsbereich

Als erstes katholisches Gemeindezentrum sind in St. Maximilian Kolbe Kirche und weitere Gemeinschaftsräume in einem gemeinsamen Baukörper zusammengefasst. In enger Nachbarschaft mit der evangelischen Hoffnungskirche und der Kirche einer Freien Christengemeinde steht sie auf dem so genannten Kirchenhügel oberhalb einer tiefer liegenden Straße und wird mit einer Fußgängerbrücke mit der gegenüberliegenden Wohnbebauung verbunden. 
Der Gesamtbau ist aus Ziegeln errichtet. Während sich der polygonale Kirchenbau mit asymmetrischem Grundriss und der eingestellte achteckige Turm zur tiefliegenden Straßenschneise hin sehr steil und vollständig geschlossen in die Höhe strecken, fällt sein Dach zur „Hügelkuppe“ hin auf Geschosshöhe ab. Hier befindet sich der Eingangsbereich recht zurückhaltend in einer Nische zwischen den umgebenden ein- und zweigeschossigen Bauten des Gemeindezentrums.
Der Innenraum ist durch schmale seitliche Fenster entlang der Dachschräge sowie ein Streifenfenster im Chorbereich hell belichtet. Sie hat eine Holzdecke, deren Lattung quer zur Deckensteigung verläuft. Die Fenster sind klar und bieten einen Blick auf den Himmel auf der einen Seite, das Hochhaus auf der anderen. Der Raum ist vielfältig strukturiert; so ragen vier Seiten des eingestellten Turms in den Raum; dieser bietet eine Nische für das Tabernakel und Zugänge zur Werktagskapelle. Der Altarbereich ist ebenerdig und kann von allen Seiten bestuhlt werden.

## Ausstattung
Die Ausstattung ist – wohl auch aufgrund der provisorischen Anfangsjahre der Gemeinde – bewusst bescheiden gehalten. So wurde der Altartisch, gestaltet von Egino Weinert 1972/1973, noch aus dem „Kirchenladen“ mit in die neue Kirche überführt. Er ist mit vier Motiven aus dem Neuen Testament gestaltet.
Eine große Wandnische oberhalb des Altars ist – nur im Sommer – mit einem Wandbehang geschmückt, den Monika Möller und Monika Jilke entwarfen und Frauen aus der Gemeinde bis 1987 in zweijähriger Arbeit in Seidenmalerei ausführten. Er zeigt den siebten Tag der Schöpfung, an dem Gott von seinem Werk ausruhte (Gen 2,1–3 ).
Ein entlang der Altarwand bis zum linken Fenster quer verlaufender Kreuzweg wurde 1981 von Dieter Valk und Alfred Kupper geschaffen.
Die Marienkapelle, die 1978 mit Fenstern von Käthe Bartels, einer Gestaltung in freier Komposition, ausgestattet ist, enthält eine Kopie der schwarzen Madonna von Tschenstochau. 
Eine Besonderheit ist das Paviment, der Fliesenboden, entworfen von Klaus Balke (oder: Paul Bahlke): Es erstreckt sich in seiner Gestaltung über den Bereich der Kirche hinaus bis in die Gemeinderäume und kombiniert in seiner Gestaltung Blatt- und Blütenmotive mit geometrischen Formen und – Fahrrädern. An der Stelle, wo das Bild des Kirchenpatrons Maximilian Kolbe hängt, ist der Fliesenboden unterbrochen von einer rechteckigen Beton-„Inkrustation“. Diese soll an den Boden des Hungerbunkers des KZ Auschwitz erinnern, wo der polnische Priester sich für einen Mithäftling aufopferte und ermordet wurde. Darauf liegt ein schwarzes Holzkreuz aus Zduńska Wola, dem Geburtsort Kolbes, das als Geschenk ehemaliger KZ-Häftlinge 1988 an seinen Platz kam.
Eine Glocke mit Schlagton c1 von 1521, gegossen von Jochim Ingermann (oder: anonym) kam 1982 als Leihgabe der evangelischen Gemeinde in den Turm, als diese den Grundstein für ihre Hoffnungskirche legte. Sie stammt aus dem polnischen Wojęcino und wird sowohl für die evangelischen als auch die katholischen Gottesdienste auf dem Kirchenhügel geläutet.
Eine seit längerem geplante neue Orgel, die eine konstruktive Symbiose aus der vorhandenen Seifert-Orgel mit einer älteren Orgel aus Radevormwald ist, wurde 2002 eingeweiht.

### Anmerkung
1. ↑  Fußbroich nennt 2004 zwei Manuale und 13 Register für eine „projektierte“ Orgel, ob dies dem final umgesetzten Zustand der Orgel entspricht, wird nicht ganz klar.

Koordinaten: 50° 53′ 50″ N, 7° 3′ 49,2″ O